# Koen Anciaux
Koenraad (Koen) Johan Jozef Gummarus Anciaux (Vilvoorde, 13 oktober 1961) is een Belgisch politicus voor Open Vld. 

## Levensloop
Sinds 1989 is Koen Anciaux gemeenteraadslid in Mechelen. Na de ontbinding van de Volksunie stapte hij over naar de VLD. In 2001 werd hij schepen van Sport, Jeugd, Wijkzaken en Monumentenzorg. Anciaux was in 2003 en 2004 waarnemend burgemeester tijdens het minister-presidentschap van Bart Somers. Tijdens deze periode nam Johan Timmermans Anciaux' bevoegdheden - op sport na - over, een functie die ook toenmalig alliantiepartner N-VA ambieerde, waardoor bijna de krappe meerderheid van het schepencollege in gevaar kwam. Ook na de gemeenteraadsverkiezingen van 2006 bleef hij schepen. Hij werd tevens OCMW-voorzitter.
Begin 2023 stopte hij als schepen en ging hij aan de slag als adjunct-kabinetschef bestuurszaken van Vlaams viceminister-president en minister van Binnenlands Bestuur, Bestuurszaken, Gelijke Kansen en Inburgering. Hij bleef gemeenteraadslid. Bij de gemeenteraadsverkiezingen van 2024 geraakte hij niet herkozen.
Anciaux werd in 2005 bestuurder van Waterwegen en Zeekanaal, vanaf 2018 De Vlaamse Waterweg, waarvan hij in 2022 Frieda Brepoels als voorzitter opvolgde. In 2019 werd hij voorzitter van afvalverwerkingsbedrijf IVAREM en in 2024 bestuurder van waterzuiveraar Aquafin.
Tevens was hij regiovoorzitter Mechelen (vanaf 2010) en lid van de partijraad van Open Vld.
Hij is sinds 2015 Ridder in de Kroonorde en liet in 2025 een eigen wapenschild erkennen met als wapenspreuk "Sanguine Coniuncti Amore Roborati" (Verenigd door bloed, versterkt door liefde)..
Anciaux is een zoon van Vic Anciaux en broer van Bert Anciaux. Ook zijn broers Roel (sp.a) en Jan (N-VA), alsook zus Hilde (sp.a-Groen) zijn politiek actief.